# Ḣ
Cette page contient des caractères spéciaux ou non latins. S’ils s’affichent mal (▯, ?, etc.), consultez la page d’aide Unicode.
Ne doit pas être confondu avec la lettre cyrillique Н̇.
Ḣ (minuscule : ḣ), appelé H point suscrit ou H point en chef, est une lettre additionnelle latine, utilisée dans l’écriture du harari et dans certaines romanisations ALA-LC.
Il s’agit de la lettre H diacritée d’un point suscrit.

## Utilisation
Le H point suscrit est utilisé dans plusieurs romanisations ALA-LC :
- romanisation du cyrillique
  - Ӏ en abaza, adyguéen, avar, dargwa, ingouche, kabarde, kalmouk, lak (de 1938), lezguien, tabassaran, tat, tatar, tchétchène (de 1938)
  - Ӽ en abkhaze
  - Ҳ en abkhaze, karakalpak, ouzbek
  - Һ en bachkir, bouriate, iakoute, kazakh, kurde, lak (de 1864), syriaque, ouïghour, tchétchène (de 1896)
  - Хʼ en yuit

## Représentations informatiques
Le H point suscrit peut être représente avec les caractères Unicode suivants :
- précomposé (latin étendu additionnel) :

| formes    | représentations | chaînes de caractères | points de code | descriptions                            |
| --------- | --------------- | --------------------- | -------------- | --------------------------------------- |
| capitale  | Ḣ               | Ḣ                     | U+1E22         | lettre majuscule latine h point en chef |
| minuscule | ḣ               | ḣ                     | U+1E23         | lettre minuscule latine h point en chef |

- décomposé (latin de base, diacritiques) :

| formes    | représentations | chaînes de caractères | points de code | descriptions                                        |
| --------- | --------------- | --------------------- | -------------- | --------------------------------------------------- |
| capitale  | Ḣ               | H◌̇                    | U+0048 U+0307  | lettre majuscule latine h diacritique point en chef |
| minuscule | ḣ               | h◌̇                    | U+0068 U+0307  | lettre minuscule latine h diacritique point en chef |